# Шривпорт
Шривпорт (англ. Shreveport) — місто (англ. city) в США, в округах Каддо і Боссьєр штату Луїзіана. Населення — 187 593 особи (2020). Третє за величиною місто у штаті.
Шривпорт отримав свою назву від прізвища Генрі Міллера Шріва — капітана корабля, що плавав на Міссісіпі. Місто заснували на перетині Червоної річки та шляху на Техас. Шрів розчистив річку Червону, зробивши її судноплавною.

## Географія
Шривпорт розташований за координатами 32°28′1″ пн. ш. 93°47′34″ зх. д. / 32.46694° пн. ш. 93.79278° зх. д. (32.467020, -93.792684).  За даними Бюро перепису населення США в 2010 році місто мало площу 312,95 км², з яких 272,92 км² — суходіл та 40,03 км² — водойми.

### Клімат
| Клімат : Шривпорт                                   | Клімат : Шривпорт | Клімат : Шривпорт | Клімат : Шривпорт | Клімат : Шривпорт | Клімат : Шривпорт | Клімат : Шривпорт | Клімат : Шривпорт | Клімат : Шривпорт | Клімат : Шривпорт | Клімат : Шривпорт | Клімат : Шривпорт | Клімат : Шривпорт | Клімат : Шривпорт |
| Показник                                            | Січ.              | Лют.              | Бер.              | Квіт.             | Трав.             | Черв.             | Лип.              | Серп.             | Вер.              | Жовт.             | Лист.             | Груд.             | Рік               |
| Абсолютний максимум, °C                             | 29,4              | 31,7              | 33,3              | 35,6              | 38,9              | 40,0              | 42,2              | 43,3              | 42,8              | 37,2              | 31,1              | 28,9              | 43,3              |
| Середній максимум, °C                               | 14,1              | 16,4              | 20,8              | 24,9              | 28,8              | 32,3              | 34,1              | 34,5              | 31,2              | 25,7              | 19,7              | 14,7              | 24,8              |
| Середній мінімум, °C                                | 2,3               | 4,3               | 7,9               | 12,0              | 17,1              | 20,8              | 22,6              | 22,3              | 18,7              | 12,6              | 7,3               | 3,2               | 12,6              |
| Абсолютний мінімум, °C                              | −18,9             | −20,6             | −9,4              | −0,6              | 3,9               | 11,1              | 14,4              | 11,7              | 5,6               | −2,2              | −8,9              | −15               | −20,6             |
| Середня кількість сонячних годин на місяць          | 158,3             | 172,8             | 213,1             | 231,2             | 267,1             | 297,9             | 317,9             | 300,7             | 249,8             | 235,8             | 176,8             | 158,4             | 2779,8            |
| Норма опадів, мм                                    | 107               | 121               | 105               | 106               | 125               | 137               | 93                | 69                | 80                | 126               | 115               | 121               | 1305              |
| Днів з опадами                                      | 9,0               | 9,1               | 9,2               | 7,6               | 9,5               | 9,2               | 8,1               | 6,4               | 6,9               | 8,0               | 8,7               | 9,6               | 101,2             |
| Днів зі снігом                                      | 0,3               | 0,3               | 0,1               | 0                 | 0                 | 0                 | 0                 | 0                 | 0                 | 0                 | 0                 | 0,1               | 0,8               |
| Вологість повітря, %                                | 72.6              | 69.7              | 67.7              | 69.6              | 73.2              | 73.3              | 72.4              | 71.7              | 73.6              | 71.7              | 73.7              | 74.4              | 72.0              |
| --------------------------------------------------- | ----------------- | ----------------- | ----------------- | ----------------- | ----------------- | ----------------- | ----------------- | ----------------- | ----------------- | ----------------- | ----------------- | ----------------- | ----------------- |
| Джерело: NOAA (sun and relative humidity 1961–1990) |                   |                   |                   |                   |                   |                   |                   |                   |                   |                   |                   |                   |                   |

## Демографія
Згідно з переписом 2010 року, у місті мешкало 199 311 осіб у 80 651 домогосподарстві у складі 49 572 родин. Густота населення становила 637 осіб/км².  Було 88253 помешкання (282/км²).
Расовий склад населення:
| - 54,7 % — чорних або афроамериканців - 41,2 % — білих - 1,3 % — азіатів - 0,4 % — корінних американців |

До двох чи більше рас належало 1,5 %. Частка іспаномовних становила 2,5 % від усіх жителів.
За віковим діапазоном населення розподілялося таким чином: 25,0 % — особи молодші 18 років, 61,8 % — особи у віці 18—64 років, 13,2 % — особи у віці 65 років та старші. Медіана віку мешканця становила 34,6 року. На 100 осіб жіночої статі у місті припадало 88,1 чоловіків;  на 100 жінок у віці від 18 років та старших — 83,8 чоловіків також старших 18 років.
Середній дохід на одне домашнє господарство  становив 59 697 доларів США (медіана — 38 583), а середній дохід на одну сім'ю — 72 651 долар (медіана — 48 852). Медіана доходів становила 43 815 доларів для чоловіків та 31 774 долари для жінок. За межею бідності перебувало 23,6 % осіб, у тому числі 35,8 % дітей у віці до 18 років та 12,1 % осіб у віці 65 років та старших.
Цивільне працевлаштоване населення становило 85 557 осіб. Основні галузі зайнятості: освіта, охорона здоров'я та соціальна допомога — 28,3 %, мистецтво, розваги та відпочинок — 12,9 %, роздрібна торгівля — 12,1 %.

## Відомі особистості
У поселенні народився:
- Мері Майлз Мінтер (1902—1984) — американська актриса німого кіно
- Джон Бузмен (* 1950) — американський юрист і політик .